# Lourdes Plasencia Zapata
Lourdes Isabel Plasencia Zapata (* Chiclayo , 15 de julio de 1976) , es un empresaria agrícola y político peruana. Exalcaldesa del Guadalupe desde el 1 de enero de 2011. 
Fue la primera vez que postuló a un cargo público y está relacionada con los negocios agrícolas , como la siembra de arroz y exportación de frutas.